# Wei (Xingtai)
Wei (chinesisch 威县, Pinyin Wēi Xiàn) ist ein chinesischer Kreis der bezirksfreien Stadt Xingtai, Provinz Hebei. Seine Fläche beträgt 1.012 km², er zählt 556.624 Einwohner (Stand: Zensus 2010). Sein Hauptort ist die Großgemeinde Mingzhou (洺州镇).